# کارن آرمسترانگ
کارن آرمسترانگ (به انگلیسی: Karen Armstrong) (زادهٔ ۱۹۴۴) نویسنده و پژوهشگر انگلیسی‌ست که تاکنون دوازده کتاب درباره دین‌شناسی تطبیقی تألیف کرده‌است.

## زندگی
وی به مدت ۷ سال راهبه‌ای کاتولیک بوده سپس در ۱۹۶۹ در دانشگاه آکسفورد ادبیات کلاسیک و مدرن خوانده است. وی چندین برنامه تلویزیونی نیز درباره پولس رسول و تاریخ کلیسا تهیه کرده‌است. او سپس به نوشتن کتاب‌هایی در زمینه اندیشه دینی روی آورد در حالی که جهان نگری او بر آمده از بینش دینی مسیحی و خرد باوری غربی است. وی همواره کوشیده است به عنوان یک پژوهشگر به دین‌ها بنگرد. به سخن دیگر تلاش آرمسترانگ این بوده تا بنیاد مشترک دین‌های سامی را بیابد و میان آنان پلی بزند.

## آثار
- تاریخ خدا[۱]
- دوازده گام به سوی زندگانی با مهربانی
- محمد: زندگی‌نامه پیامبر اسلام
- تاریخ خداباوری
- در جستجوی خدا
- بنیادگرایی در آیین یهود، مسیحیت و اسلام
- تاریخ اورشلیم: یک شهر
- سه دین
- خداشناسی از ابراهیم تا کنون[۱]
- از دل تو تا دل من[۲]